# Nordre Rønner
Nordre Rønner este o arie protejată (arie de protecție specială avifaunistică — SPA) din Danemarca întinsă pe o suprafață de 2.979 ha, integral marine.

## Localizare
Centrul sitului Nordre Rønner este situat la coordonatele 0°N 0°E / 0°N 0°E.

## Înființare
Situl Nordre Rønner a fost declarat arie de protecție specială avifaunistică în mai 1983 pentru a proteja 4 specii de animale.

## Biodiversitate
Situată în ecoregiunea marină Atlantică, aria protejată nu include niciun habitat protejat.
La baza desemnării sitului se află mai multe specii protejate de  păsări (4): eider (Somateria mollissima), chiră de baltă (Sterna hirundo), Sterna paradisaea, chiră de mare (Sterna sandvicensis).